# 昨天與今天
| 評論得分                      | 評論得分 |
| 來源                          | 評分     |
| ----------------------------- | -------- |
| AllMusic                      | [ 2 ]    |
| Encyclopedia of Popular Music | [ 3 ]    |
| The Rolling Stone Album Guide | [ 4 ]    |

（可译作《昨天和今天》）是英国摇滚乐队披头士由Capitol唱片发行的第九张录音室专辑。在60年代，它只在美国，加拿大发行，但在70年代，它在日本有过发行。这张专辑的原始封面引起了巨大的争议，在原始封面上，披头士乐队的成员身穿白色工作服，四周与身体上布满了断头娃娃和肉块。这张专辑的名字来源于歌曲（可译作“昨天”）。在专辑的早期封面上，单词“昨天”被加上了引号。

## 专辑反应
这张专辑于1966年6月被发布，由于它奇特的封面，披头士乐队第一次受到了媒体与经销商的批评,Capitol唱片甚至从经销商手中召回了最初的750000份专辑并耗资25万美元来更换了它们的封面。然而，它在1966年7月30日依然在美国公告牌百强单曲榜登上了头名，并在不久后获得了金唱片认证。

## 曲目
Side one
1. "Drive My Car" – 2:25
2. "I'm Only Sleeping" – 2:58
3. "Nowhere Man" – 2:40
4. "Doctor Robert" – 2:14
5. "Yesterday" – 2:04
6. "Act Naturally" (Morrison–Russell) – 2:27

Side two
1. "And Your Bird Can Sing" – 2:02
2. "If I Needed Someone" (乔治·哈里森) – 2:19
3. "We Can Work It Out" – 2:10
4. "What Goes On" (Lennon–McCartney–林戈·斯塔尔) – 2:44
5. "Day Tripper" – 2:47